# Jean-Jacques Bricaire
Répertoire
Au théâtre ce soir
Scènes principales
théâtre Hébertot 
 théâtre de Paris
théâtre Marigny
Jean-Jacques Bricaire est un homme de théâtre français né le 14 mai 1921  à Paris 15e et mort le 14 février 2012 à Paris 18e.

## Biographie
Après avoir suivi les cours de René  Simon, il est engagé par Jacques Hébertot au théâtre des Arts, boulevard des Batignolles, mais renonce  rapidement à sa carrière de comédien pour travailler comme secrétaire puis administrateur-adjoint (1945-1947). Il est par la suite  administrateur et secrétaire général du théâtre de Paris (1948-1969) où il fait la connaissance d'Elvire Popesco qui l'engage comme administrateur et secrétaire général du théâtre Marigny (1965-1980) et où il monte de grands spectacles (Amadeus, Napoléon, Kean…).
Lorsque Pierre Sabbagh est chargé en 1966 par l'ORTF de concevoir une programmation théâtrale régulière à la télévision, celui-ci se tourne vers Robert Manuel, alors directeur artistique de Marigny, lequel s'en remet à Jean-Jacques Bricaire. De 1966 à 1984, il assumera la responsabilité du choix, du montage et de la distribution des 411 pièces que le théâtre Marigny a produites pour le compte de la première chaîne, puis de TF1, sous le label Au théâtre ce soir.
Il est également l'auteur, avec Maurice Lasaygues, de nombreuses pièces représentées à Paris, en tournée, à l'étranger, ainsi qu'à la télévision. 
Il meurt à 90 ans des suites d'un cancer,.

## Théâtre

### En tant qu'auteur
- 1968 : Le Grand Zèbre[3], en collaboration avec Maurice Lasaygues, avec Rosy Varte et Pierre Doris, théâtre des Variétés
- 1972 : Folie douce, avec Danielle Darrieux, Michel Roux et Jean-Pierre Darras, théâtre Marigny
- 1973 : L'Honneur des Cipolino, mise en scène Michel Roux, avec Ginette Leclerc, théâtre Fontaine
- 1975 : Les Deux Vierges, avec Robert Manuel, Jacques Marin et Claude Gensac, théâtre des Nouveautés
- 1981 : Comédie pour un meurtre, avec Jacqueline Gauthier, Georges de Caunes et Robert Vattier, théâtre Tristan-Bernard
- 1981 : Et ta sœur ? avec Jean-Jacques, théâtre Daunou (24 janvier)
- 1984 : La Berlue, avec Claire Maurier, Patrick Préjean et Pierre Vernier, Petit-Marigny
- 1987 : La Menteuse, avec Sabine Paturel et Bernard Lavalette, Petit-Marigny
- 1991 : La Comédienne, avec Geneviève Brunet et Yvan Varso, Festival du Bord de mer
- 1993 : Cher trésor (sans Maurice Lasaygues) avec Philippe Nicaud et Marion Game, théâtre Fontaine

### En tant qu'acteur
- 1954 : Affaire vous concernant de Jean-Pierre Conty, mise en scène Pierre Valde, théâtre de Paris
- 1957 : Un fil à la patte de Georges Feydeau, théâtre de Paris

## Écrits
Avec Geneviève Latour :
- Théâtre, reflet de la IVe République, publication de l'Association de la Régie Théâtrale
- Meurtres en scène, éditions de l'Amandier